# Kanbun
Per Kanbun (漢文 lett. scrittura degli Han) si intendeva il complesso di letteratura, scrittura e testi cinesi. Con il termine Han infatti si faceva riferimento alla famosa dinastia sotto la quale fiorirono le arti e la cultura in Cina.

## Storia
Questo termine viene comunemente utilizzato dai filologi e gli storici della letteratura giapponese per indicare genericamente la lingua cinese scritta usata per redigere i testi classici giunti in Giappone all'inizio del V secolo d.C.
Benché i testi fossero redatti in cinese, venivano letti "alla giapponese" cambiando l'ordine delle parti del discorso seguendo quello della sintassi della lingua giapponese e servendosi di un sistema di glosse e annotazione ai margini dei testi per facilitarne la lettura.
Il modo di leggere i testi cinesi in lingua autoctona veniva detto Kanbun Kundoku 漢文訓読 e diede la possibilità ai giapponesi di prendere coscienza della possibilità di leggere e scrivere testi non solo cinesi ma anche giapponesi. È da questo sistema di lettura infatti che deriverà la scrittura giapponese.